# 方青卓
方青卓（1955年5月10日—），中国女演员，

## 生平
方青卓1955年出生于辽宁省大连市，其父为作家、诗人方冰。1974年进入营口市话剧团成为话剧演员。1979年进入沈阳市话剧团，曾出演过《茶花女》、《于无声处》等话剧。1980年，首次出演电影《不是为了爱情》。1983年，在电影《鼓乡春晓》中饰演一配角，受到好评。1987年，凭电视剧《雪野》获得第7届电视剧飞天奖“优秀女主角”。1997年在张艺谋执导的电影《有话好好说》中扮演一位女大款。

## 外部連結
- 新《還珠格格》方青卓搶鏡 網友:這個容嬤嬤不大冷[]